# Abahani Ltd. Dhaka
Abahani Ltd. Dhaka (bengalisch ঢাকা আবাহনী লিমিটেড) ist ein Sportverein aus Dhaka, Bangladesch. Aktuell spielt der Verein in der höchsten Liga des Landes, der B. League. Seine Heimspiele tragen die Fußballer im Nationalstadion von Bangladesch aus. Neben der Fußballabteilung hat der Verein auch noch eine Cricket- und Hockey-Abteilung, welche beide sehr erfolgreich sind. Gegründet wurde der Verein 1972 als Abahani Krira Chakra (dt.: Abahani Sportclub). Mit 14 Meistertiteln und sechs Pokalsiegen ist die Fußballmannschaft einer der erfolgreichsten Vereine des Landes. Seit 1989 ist der Verein in eine Firma umgewandelt worden, mit dem heutigen Namen Abahani Ltd. Dhaka. Abahani war 2007 der erste Gewinner der neugegründeten professionellen Fußballliga B. League.

## Erfolge

### National
- Dhaka Liga (8 Titel)

Meister 1974, 1977, 1981, 1983, 1984, 1985, 1989, 1990
Vizemeister 1973, 1976, 1979, 1982, 1986, 1987, 1988, 1993
- B. League (6 Titel)

Meister 2007, 2009, 2010, 2012, 2016, 2018
Vizemeister 2014
- Federation Cup (11 Titel)

Gewinner 1982, 1985, 1986, 1988, 1997, 1999, 2000, 2010, 2016, 2017, 2018, 2021/22
Finalist 1981, 1983, 1989, 1994, 1995, 2008, 2009, 2022/23
- Independence Cup

Gewinner 1990, 2021

## Ehemalige Spieler
- Sunday Nwadialu (2015–2020)
- Seiya Kojima (2018)
- Masih Saighani (2018–2019)
- Edgar Bernhardt (2020)

## Trainer
- Andrés Cruciani (2007)
- Amalesh Sen (2007–2009, 2010–2011, 2013, 2014, 2015, 2016)
- Ali Akbar Pourmoslemi (2010–2011, 2011–2012, 2013–2014)
- Ardeshir Pournemat Vodehi (2012–2013)
- Nathan Hall (2013)
- György Kottán (2014–2015, 2016)
- Drago Mamić (2016, 2017)
- Atiqur Rahman Atiq (2017–2018)
- Saiful Bari Titu (2018)
- Jakaria Babu (2018)
- Mário Lemos (2018–)